# Stiefel

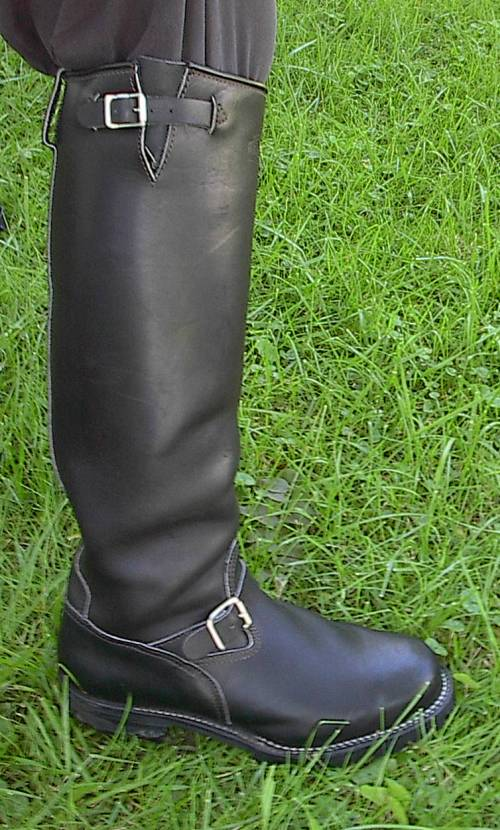
Engineerboot mit Marschriemen über dem Spann (20" hoher Schaft in stiefeltypischem Kropfschnitt, Herrenstiefel)

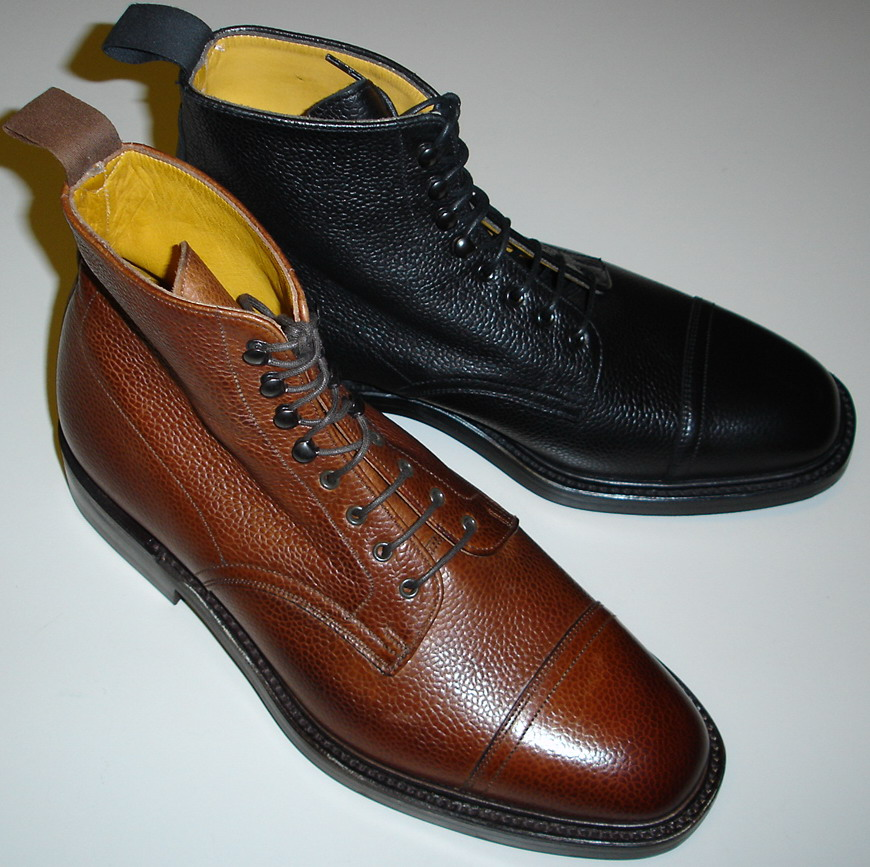
Rahmengenähter Derbyboot (klassisches Herrenmodell mit Anzugschlaufen)

Der Stiefel ist eine Schuhgrundform und stellt daher eine Art der Fußbekleidung dar. Gegenüber dem nur bis zur Fußbeuge reichenden Halbschuh ist ein Stiefel ein Schuh, dessen Schaft (fachsprachlich für das Oberteil des Schuhs, in Abgrenzung zum Schuhboden) bis mindestens über den Knöchel reicht. Der Stiefelschaft wird nochmals grob untergliedert in den Fußteil und das sich daran anschließende, nach oben reichende Rohr (allgemeinsprachlich „Schaft“ genannt).

## Definition und Abgrenzung
Im technischen Sinn werden Schuhe mit einer minimalen Schafthöhe (gemessen am hinteren Rand zwischen der Absatzoberkante und der Schaftabschlusskante) von 80 % der betreffenden Schuhlänge als Stiefel oder Boots bezeichnet.
Handelt es sich um einen knöchelhohen Stiefel (Schnürstiefel, Schlupfstiefel mit Elastikeinsatz oder mit einem Reißverschluss), so spricht man auch von einer Stiefelette. Die Machart (= herstellungsbedingte Konstruktionsweise der Verbindung von Schaft und Sohle), unterschiedliche Sohlen und Absatzhöhen sind dabei unerheblich. Im engeren Sinn bezeichnet man mit einer Stiefelette einen eleganten Stiefel, der durch einen Elastikeinsatz seitlich im Schaft den Einschlupf erleichtert und den Stiefel am Fuß festhält.
Von Stiefelsandalen spricht man, wenn die Riemen von Sandalen bis über den Knöchel hinaufreichen.

## Kategorisierung
Stiefel können nach verschiedenen Kriterien unterschieden werden:
- Schaftlänge (Stiefel/Boots und Stiefeletten, Halbschaftstiefel, Langschaftstiefel, Überkniestiefel (Overknee))
- Verwendungszweck (zum Beispiel Motorradstiefel, Reitstiefel, Jagdstiefel, Skistiefel, Wanderstiefel, Cowboystiefel, Kampfstiefel, Marschstiefel, Springerstiefel, Sicherheitsstiefel, Watstiefel)
- Schnittform des Schafts (zum Beispiel Kropfschnitt, Seitenteilschnitt, Faltenstiefel, Stulpenstiefel)
- Material (zum Beispiel Gummistiefel, Lederstiefel, Lackstiefel, Filzstiefel und Fellstiefel)

## Modelle

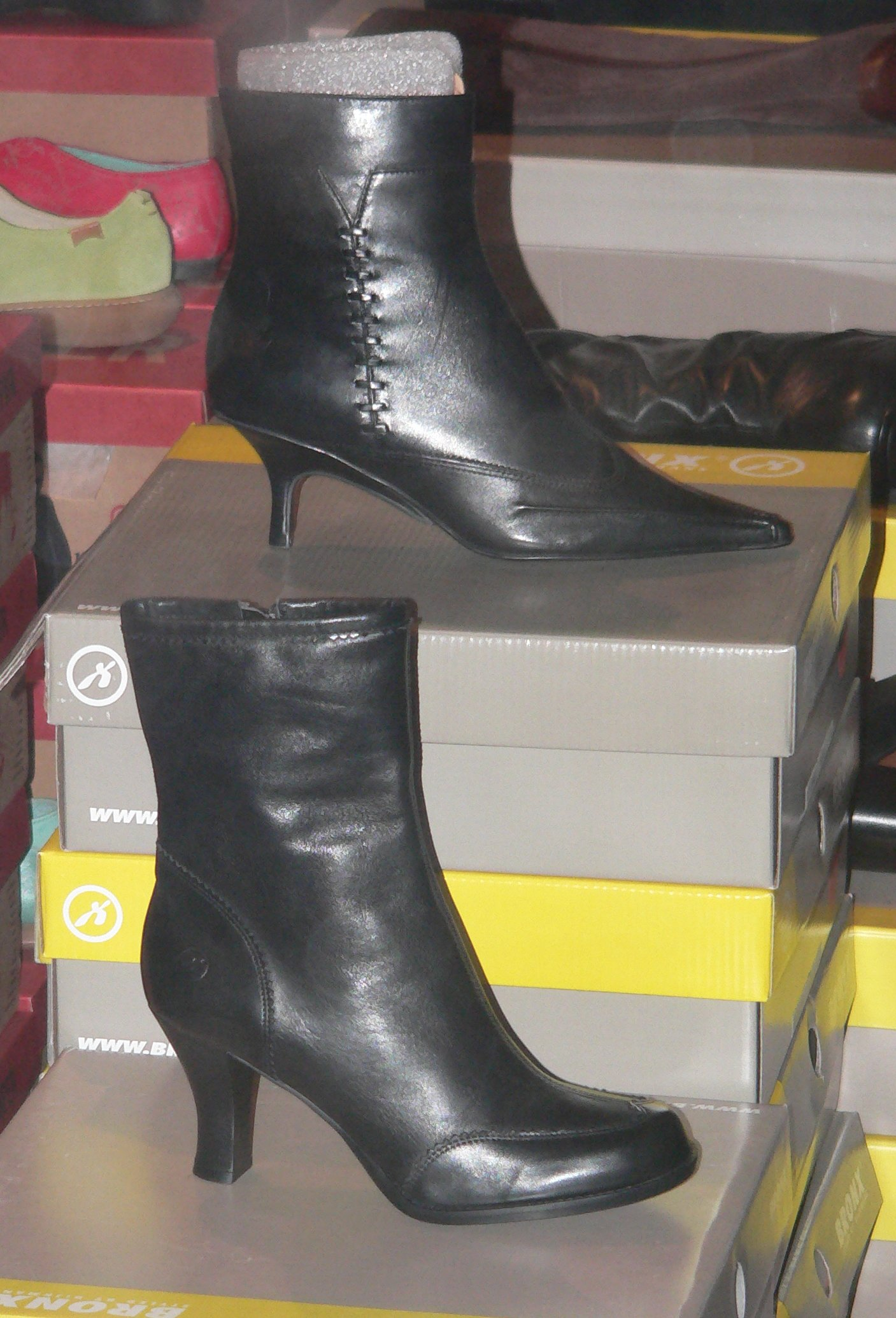
Stiefeletten (Damenmodelle)

Damen- und Herrenmodelle unterscheiden sich oft nur durch Leistenform und Absatzhöhe (auf Modenschauen sind zwar hin und wieder auch Herrenstiefel mit höheren Absätzen zu sehen. Im Handel und in der Alltagsmode haben sich solche Entwürfe aber bislang nicht durchgesetzt). Im 19. Jahrhundert gab es sehr viele Stiefelmodelle (Hessenstiefel, Wellingtonstiefel, Bottine, Jakobinerstiefel und so weiter), die sich aber größtenteils überlebt haben. Heute werden weniger, anhand des Schaftschnitts sich voneinander unterscheidende Modelle differenziert.
Im klassischen Herrenschuhbereich sind folgende überknöchelhohen Modelle seit Jahrzehnten unverändert anzutreffen:
- Mit einem meist vergleichsweise niedrigen Schaft: Der Chelsea-Boot (mit seitlichem elastischen Gummibandeinsatz), Jodhpur-Stiefel (mit einem um das Gelenk herumreichenden Riemen mit Dornschnalle), George-Boot und Chukka-Boot (beides Schnürschuhe; der George-Boot reicht deutlich höher), Ringsbesatzstiefel oder auch Balmoral genannt (mit sogenannter geschlossener Schnürung und auffälligem Schaftschnitt) und der Derby-Boot (sportlicher „Boot“ mit sogenannter offener Schnürung).
- Folgende Modelle haben meist einen höheren Schaft: Engineerboots (mit einer stark arrondierten Schuhspitze und einem Marschriemen (Fußschoner) über dem Rist, meist bis knapp über die Mitte der Wade reichend), der Westernstiefel (vorne spitz zulaufend, meist mit aufgenähten Verzierungen und einem Schaftrohr bis zur Mitte der Wade) und der Motorradstiefel oder Bikerboot (mit abriebfesten Sohlen, dem das Bein vor Motor-/Auspuffhitze und bei einem Sturz vor Abschürfungen schützenden Schaft und einer meist runden oder zumindest nicht engen Schuhspitze). Schließlich gibt es noch den Reitstiefel, dessen Charakteristika ein schlichter, schlanker, hoher Schaft und eine meist feine Sohle sind.

## Historisches und die heutige Bedeutung/Verwendung

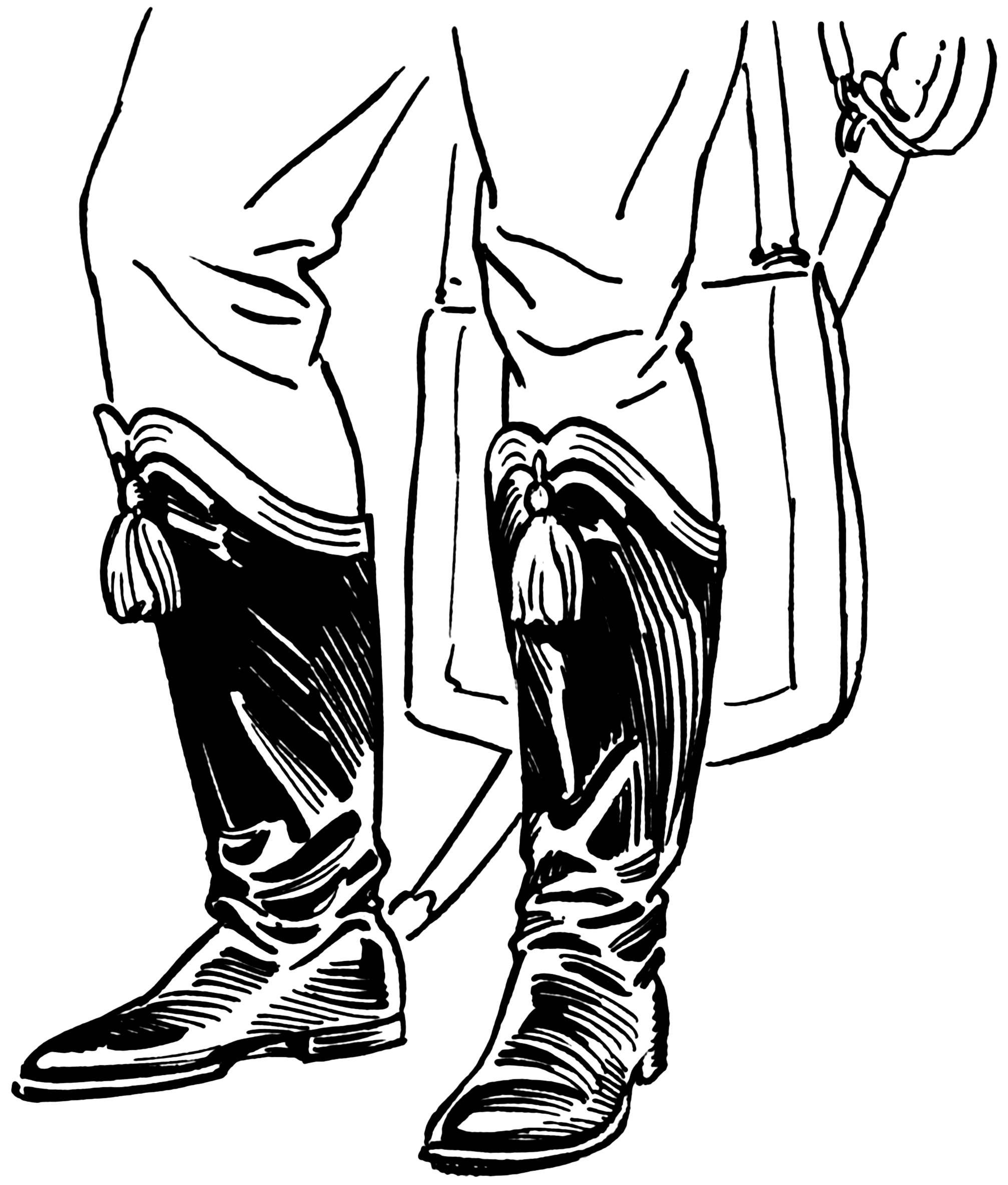
Hessenstiefel mit typischer Verzierung und Form der oberen Schaftabschlusskante (histor. Herrenstiefel)

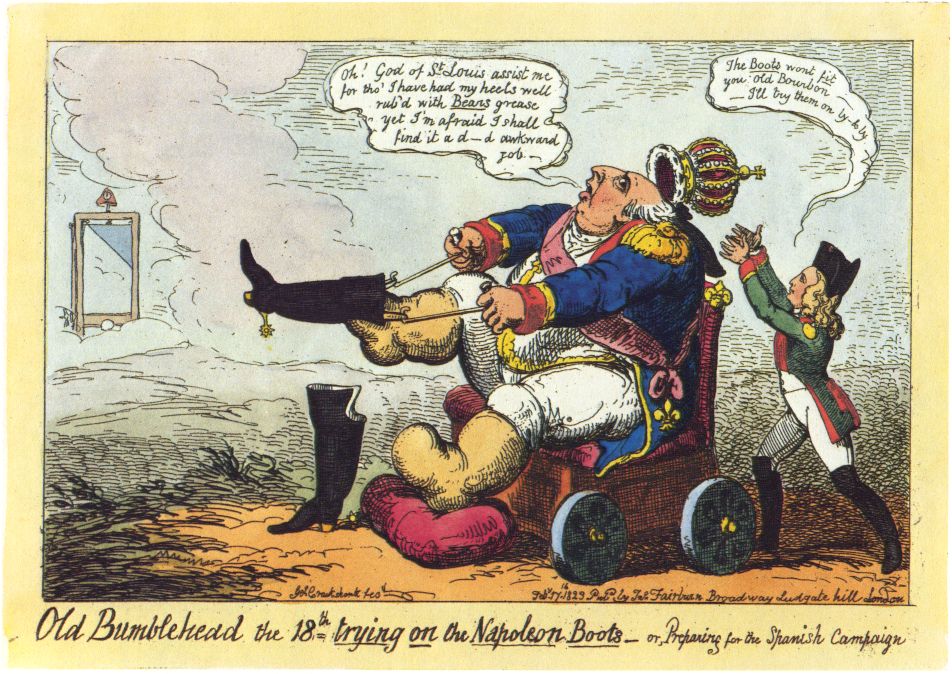
Einschlupfprobleme trotz eingefetteter Fersen und Stiefelanziehhaken

Die ältesten Zeugnisse von Stiefeln sind auf den Wandmalereien (15.000–13.000 v. Chr.) in der spanischen Altamira-Höhle zu sehen. Dort sind Jäger mit stiefelähnlicher Bekleidung abgebildet.
Aus der Bronze- und Eisenzeit sind Stiefelgefäße überliefert, deren Gestaltung die Existenz einer entsprechende Fußbekleidung belegt. Die Form der Stiefel, die knapp über knöchellang waren stammt aus der Zeit von Kārum Kaniš, also etwa 2000 v. Chr. Sie war auch später im hethitischen Imperium sehr populär und noch in der neuanatolischen Zeit unter Tiglatpilesar III. üblich. In Mesopotamien kamen daneben hohe Schnürstiefel auf, die mit schräg abgeschnittenen Schäften meist bis zu den Knien reichten. Sie waren in kaum veränderter Form bis in die Zeit Sanheribs, bzw. Assurbanipals in Gebrauch. Sprachliche Beschreibungen hierzu fehlen leider. Doch Darstellungen auf Reliefs sind hier vorhanden. Dem gegenüber finden sich sumerische Wirtschaftstexte der Ur III- und der früh-altbabylonischen Isin-Zeit, während hier wiederum bildliche Darstellungen spärlich und undeutlich sind. So wird berichtet, dass ein Wirtschaftsleiter für die Fußsoldaten des Königs sogenannte „kuššuhub2–hax(m)–ba–an“ ‚Stiefel in Hamban–Art‘ empfangen habe. Auf die assyrischen Stiefel nimmt dann auch Jes 9,4  Bezug, während Stiefel ansonsten im vorchristlichen Israel und damit auch in der Bibel nicht vorkommen.
Archäologische Funde lederner Stiefel, beziehungsweise Lersen (mittelhochdeutsch auch hosen), überkniehohe Stiefel aus dünnem Leder, gibt es aus dem ehemaligen Bergwerk Niederpöbel aus dem späten 13. Jahrhundert. Der Stiefel diente bereits damals gegenüber dem Halbschuh als zusätzlicher mechanischer und thermischer Beinschutz. Insofern finden sich Stiefel traditionell und zweckgebunden bei Soldaten. So beispielsweise bei den deutschen Streitkräften als Knobelbecher und Kampfschuhe sowie als Fallschirmspringerstiefel. Außerdem bei Wanderern, Bergsteigern, Jägern sowie als Fußbekleidung bestimmter Sportarten (Skistiefel, Boxerstiefel etc.), wie auch als Arbeitsschuhe und Sicherheitsstiefel im beruflichen Einsatz (Feuerwehrleute, Waldarbeiter). Neben den modebedingten Stiefeln finden sich Stiefel also auch als eine an bestimmte Aufgaben gebundene Fußbekleidung. So wird beispielsweise zum Reiten der Reitstiefel und zum Autowaschen oder dergleichen der Gummistiefel getragen.
Nachdem der Stiefel – und insbesondere die Modelle mit hohem Schaft – als alltägliche Fußbekleidung spätestens mit Ende des Ersten Weltkriegs zu einer zunehmend seltenen Erscheinung geworden waren (die Schutzfunktion des Stiefels wurde kaum noch benötigt, und Halbschuhe sind preiswerter und zumeist bequemer), ist er seit Mitte des 20. Jahrhunderts für beide Geschlechter stark modeabhängig. Für Frauen gibt es eine größere Vielfalt unterschiedlicher Stiefelmodelle und Schaftrohrhöhen.

## Besonderheiten
Je nach Modell weisen Stiefel gegenüber Halbschuhen einige Besonderheiten auf. Ein Stiefel muss, um gut zu sitzen und so ein komfortables Gehen zu ermöglichen, dicht am Fußrist anliegen und folglich entsprechend eng an dieser Stelle sein. Stiefel ohne Schnür-, Reiß- oder Riemenverschluss (sogenannte Schlupfstiefel) und mit hohem Stiefelrohr lassen sich aber nur dann problemlos an- und ausziehen, wenn diese Stelle ausreichend weit ist, so dass der Fuß um die Biegung schlüpfen kann. Alternativ kann, wie bei Damenstiefeln häufig, der Schaft aus einem dünnen, dehnbaren Material bestehen.
Soll also ein bequemer Einschlupf gewährleistet sein, liegt der Schaft nicht mehr dicht an der Fußbeuge an, so dass der Fuß beim Gehen hochlupft. Um dies zu verhindern, wird der Fuß mit einem Marschriemen (ein mit einer Dornschließe in der Länge verstellbarer Riemen, der im Schuhboden befestigt ist und quer über den Rist verläuft) fest in den Fersenbereich des Stiefels gezogen.
Da Stiefel aus diesen Gründen auch schwierig anzuziehen sind, haben viele Modelle sogenannte „Zugschlaufen“ in den oberen inneren Schaftrand eingenäht. Mit den Fingern an diesen Gewebebandschlaufen gezogen, bei gleichzeitigem Druck des Fußes in den Stiefel, ist das Anziehen einfacher. Dies erleichtert ein sogenannter Stiefelanziehhaken: Ein Haken wird in die Zugschlaufe eingeführt, und die ganze Hand zieht an dem Holzgriff am anderen Ende.
Um das Ausziehen des Stiefels zu erleichtern, wird ein sogenannter Stiefelknecht verwendet. Der Name geht auf einen Bediensteten zurück, der dem Stiefelträger früher beim Ausziehen behilflich war. Heute handelt es sich um ein – schräg aufgestelltes und an einem Ende U-förmig ausgeschnittenes – Holzbrett. In den Ausschnitt wird die Stiefelferse eingeführt; unter Gegendruck mit dem anderen Fuß auf das Brett kann der Stiefel vom Fuß gestreift werden.
Überknöchelhohe Schnürstiefel, wie es sie als klassische Herrenschuhe gibt, zeigen im unteren Bereich der Schnürung Ösen und – für ein leichteres An- und Ausziehen – im oberen Bereich Haken (Agraffen); so auch der eingangs abgebildete Derbyboot.

## Bedeutung in der Erotik
Stiefel können bei manchen Menschen erotische Assoziationen erzeugen. So sind beispielsweise bis über das Knie reichende Langschaftstiefel, auch Overknees, insbesondere in der BDSM-Szene beliebt. Hohe Stiefel scheinen Frauen ein wenig zu vermännlichen, sie also zu einer Herrin zu machen. Daher gelten sie als Abzeichen von Prostituierten, die sich auf die Wünsche masochistisch veranlagter Männer spezialisiert haben.
In den Variétes der 1920er- bis 1940er-Jahre tauchten die überlangen Damen-Stiefel dann erstmals an nackten Damenbeinen auf und setzten so auch im Zuge der beginnenden Emanzipation ein subtil-dominantes Zeichen.

## Heraldik
In der Heraldik steht der Stiefel, ebenso wie der Schuh als Wappenfigur in der Reihe der gemeinen Figuren.
- Haupteintrag: Schuh und Stiefel

## Einfluss auf die Sprache
Im deutschen Sprachraum gibt es einige Redewendungen, die sich auf das Schuhwerk Stiefel beziehen:
- So (oder: umgekehrt) wird ein Stiefel daraus.(So/umgekehrt ist es richtig.)
- Rede (oder: erzähle) nicht so einen Stiefel! (Rede nicht solchen Unsinn!)
- Jemandem die Stiefel lecken (Eine Anbiederung vollziehen, um einen bestimmten Zweck zu erreichen.)
- Den Stiefel durchziehen (Etwas auf jeden Fall und auch gegen Widerstand durchsetzen.)
- Den alten Stiefel weitermachen (Wie gewohnt agieren, obwohl sich die Umstände geändert haben.)
- Einen guten Stiefel vertragen (Jemand, der viel Alkohol verträgt.)
- Das zieht einem die Schuhe/Stiefel aus (Wenn etwas unerträglich, unfassbar, unglaublich ist.)
- Du wirst immer wieder stolpern, wenn du in fremden Stiefeln läufst (Wenn sich jemand zu viel zumutet und scheitert.)

In der englischen Sprache sind viele Wörter aus dem Alltag dem Wort für Stiefel entsprungen. In diese Kategorie fallen Ausdrücke wie Bootstrap-Loader, Bootleg und Bootcut, einige davon haben als Lehnwörter auch Eingang in die deutsche Umgangssprache gefunden (Bootleg, „den Rechner neu booten“ etc.)

## Stiefel in Volksmärchen und Erzählungen
In Volksmärchen und Erzählungen ist der Stiefel ein häufig anzutreffendes Motiv:
- Brüder Grimm: Die Stiefel von Büffelleder. (Volltext [Wikisource]).
- Brüder Grimm: Der gestiefelte Kater. (Volltext [Wikisource]).
- Johann Wilhelm Wolf: Die eisernen Stiefel (aus: Hausmärchen, zeno.org).
- anonym: Die halbausgezogenen Stiefel des Grafen Walerant (aus Frankreich, deutsche Übersetzung: Alfred Semerau, 1907)
- Georg Queri: Die Schnurren des Rochus Mang – Die Stiefel des Meßner Hans im Projekt Gutenberg-DE
- anonym: Sagen aus der Hanse – Des Teufels Stiefel im Projekt Gutenberg-DE
- In mehreren Märchen und Erzählungen findet sich das Motiv der Siebenmeilenstiefel.

## Stiefel in Film, Fernsehen, Musical

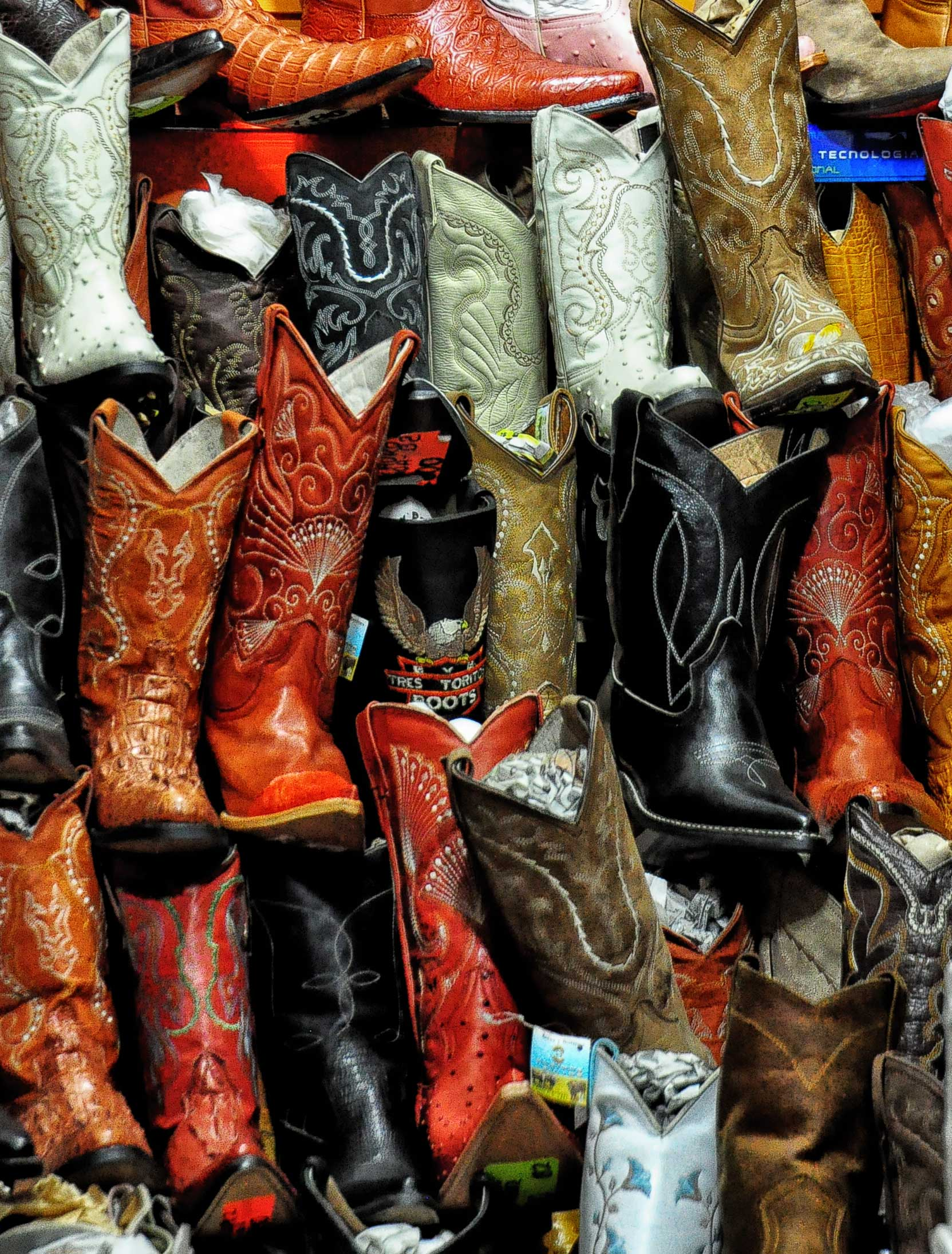
Auswahl von Cowboystiefeln

Populär wurden aufwendige Stiefel im Jahre 1961 mit Ausstrahlungsbeginn der Kult-Serie Mit Schirme, Charme und Melone durch die sexy Geheimagentin Emma Peel, die zu ihrem schlichten strengen Agentenlook dieses – damals eher anzügliche – Schuhwerk trug, in deren Schaft sie ihre Waffe geschickt verstecken konnte.
Julia Roberts, im 1990er-Jahre Filmhighlight Pretty Woman, trug in der Rolle der Prostituierten Vivian schwarze Lackleder-Overknees.
Das Musical Kinky Boots wurde am 2. Oktober 2012 in Chicago uraufgeführt. Hier geht es um untergehende Schuhfabrik, die jemand rettet, in dem er eine Marktnische in der Produktion von Schuhen und Stiefel für Drag-Queens, Travestiekünstler und Cross-Dresser findet.
Weitere Filme (Auswahl):
- Der gestiefelte Kater, D, 1955
- Die Jagd nach dem Stiefel, DDR, 1962
- Hügel der blutigen Stiefel, IT, 1969
- Stiefel, die den Tod bedeuten, 1971[14]
- Die Prägung, FR, 1972
- Kinky Boots – Man(n) trägt Stiefel, USA, 2005
- Der gestiefelte Kater, USA, 2011